# نونداس بابانتونيو
نونداس بابانتونيو مواليد 28 أبريل 1990 في خولارغوس، اليونان، أثينا، هو لاعب كرة سلة يوناني. بدأ مسيرته الاحترافية في سنة 2007. يلعب في الدوري اليوناني لكرة السلة كلاعب هجوم خلفي. يحمل الرقم 4. يبلغ طوله 6 قدم 3 بوصة (1.9 م).

## روابط خارجية
- نونداس بابانتونيو على موقع الاتحاد الدولي لكرة السلة (الإنجليزية)
- نونداس بابانتونيو على موقع الدوري الأوروبي لكرة السلة (الإنجليزية)
- نونداس بابانتونيو على موقع كرة السلة الأوروبية.كوم (الإنجليزية)
- نونداس بابانتونيو على موقع ريلجم (الإنجليزية)
- نونداس بابانتونيو على موقع بروبوليرز (الإنجليزية)
- نونداس بابانتونيو على موقع سبورتس رفرنس (الإنجليزية)